# 硼酸钡
硼酸钡是一种无机化合物，化学式为Ba(BO2)2。它可以作为水合物、脱水形式、白色粉末或无色晶体存在。晶体形式存在时，在高温为α相和在低温为β相的，缩写为BBO;这两种相存在时都是双折射的，BBO是一种常见的非线性光学材料。

## 特性

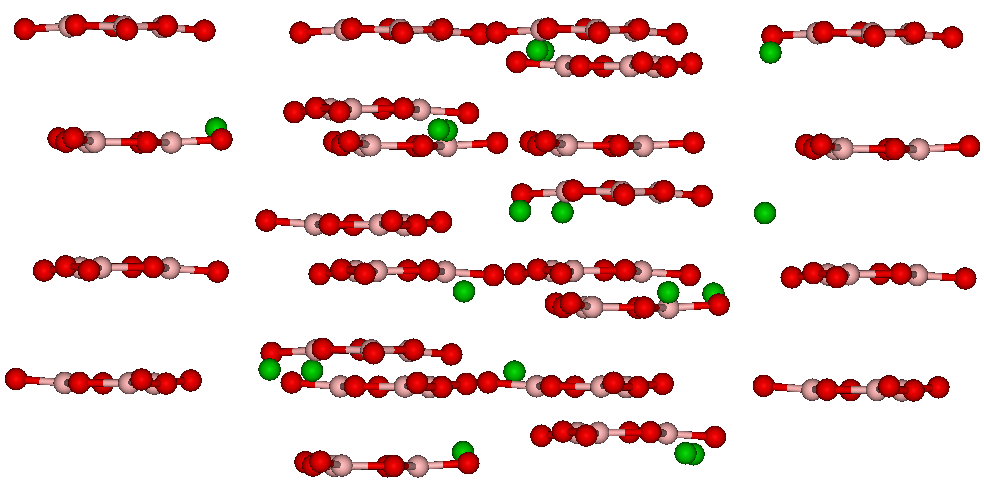
β型晶体结构，接近垂直C轴的视角。颜色：绿色-钡，粉红色-硼，红色-氧

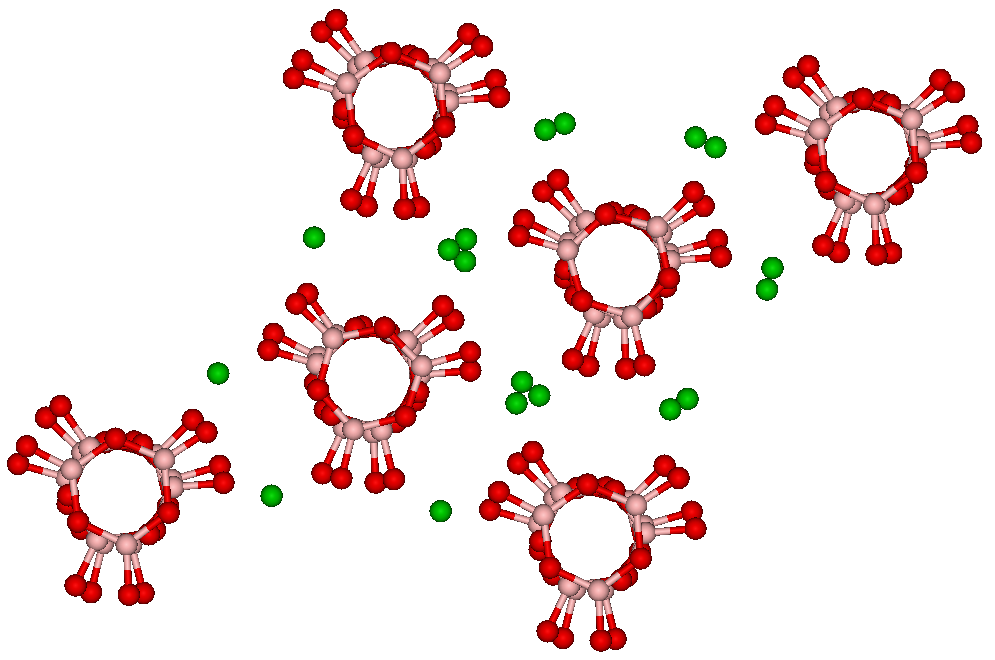
β型晶体：沿C轴视角。

硼酸钡有两种晶型——α型和β型。低温的β型加热至925℃转化为α型，两种晶型的区别在于晶体中Ba2+的位置不同。两种晶型都是双折射的，然而α型具有中心对称性，不具有与β型相同的非线性特性。